# Saison 2 de Qui sera le prochain grand pâtissier ?
Vous pouvez aider à l'améliorer ou bien discuter des problèmes sur sa page de discussion.
- Il n'est pas vérifiable et peut contenir des informations totalement erronées. Il est fortement conseillé aux contributeurs d'étayer son contenu par des sources fiables. Sans cela, sa suppression pourrait être envisagée. (si vous venez d'apposer le bandeau, veuillez cliquer sur ce lien pour créer la discussion et en afficher les indications). (Marqué depuis juin 2024)
- Il peut contenir un travail inédit ou des déclarations non vérifiées. Vous pouvez l’améliorer en ajoutant des références. (Marqué depuis juin 2024)

- Archive Wikiwix
- Bing
- Cairn
- DuckDuckGo
- E. Universalis
- Gallica
- Google
- G. Books
- G. News
- G. Scholar
- Persée
- Qwant
- (zh) Baidu
- (ru) Yandex
- (wd) trouver des œuvres sur Wikidata

Vous pouvez aider à l'améliorer ou bien discuter des problèmes sur sa page de discussion.
- Il ne cite pas suffisamment ses sources. Vous pouvez indiquer les passages à sourcer avec {{référence nécessaire}} ou {{Référence souhaitée}}, et inclure les références utiles en les liant aux notes de bas de page. (Marqué depuis juin 2024)
- Son texte doit être wikifié : il ne correspond pas à la mise en forme Wikipédia (style, typographie, liens internes, liens entre les wikis, etc.). (Marqué depuis juin 2024)

- Archive Wikiwix
- Bing
- Cairn
- DuckDuckGo
- E. Universalis
- Gallica
- Google
- G. Books
- G. News
- G. Scholar
- Persée
- Qwant
- (zh) Baidu
- (ru) Yandex
- (wd) trouver des œuvres sur Wikidata

Qui sera le prochain grand pâtissier ? est une émission de téléréalité culinaire française spécialisée dans la pâtisserie, produit par Martange Productions et diffusée sur France 2.
Présentée par Virginie Guilhaume, la deuxième saison a été diffusée tous les mardis du 20 mai 2014 au 24 juin 2014 de 20h45 a 23h30 .

## Jury[2][source secondaire souhaitée][réf.nonconforme]
| Juré                | Métier |
| ------------------- | --- |
| Christophe Michalak | Chef pâtissier de l'Hôtel Plaza Athénée à Paris et producteur d'émissions culinaires pour la télévision.                             |
| Christophe Adam     | Chef pâtissier spécialiste du snacking dans ses pâtisseries Adam's et l'Éclair de Génie. Ancien chef pâtissier de la maison Fauchon. |
| Pierre Marcolini    | Chef chocolatier dans ses propres boutiques dans le monde entier.                                                                    |
| Philippe Urraca     | Chef pâtissier dans ses propres boutiques. Meilleur ouvrier de France et président des Meilleurs Ouvriers de France en pâtisserie.   |

## Candidats[3][source secondaire souhaitée][réf.nonconforme]
(août 2025).
| Candidats           | Âge    | Expérience          | Métier | Date d'élimination      | Résultat |
| ------------------- | ------ | ------------------- | --- | ----------------------- | -------- |
| Ophélie Barès       | 26 ans | 8 ans d'expérience  | Chef pâtissière d'un restaurant 2 étoiles                                                                                | Gagnante                | 1re      |
| Adrien Bozzolo      | 30 ans | 7 ans d'expérience  | Sous-chef pâtissier d'un restaurant 3 étoiles                                                                            | Éliminé le 24 juin 2014 | 2e       |
| Jérémie Runel       | 30 ans | 15 ans d'expérience | Chef pâtissier glacier de sa propre boutique                                                                             | Éliminé le 24 juin 2014 | 3e       |
| Gauthier Toulzac    | 23 ans | 3 ans d'expérience  | 1er commis du restaurant 3 étoiles et responsable pâtisserie de la brasserie étoilé d’un palace parisien                 | Éliminé le 17 juin 2014 | 4e       |
| Brice Konan Ferrand | 26 ans | 7 ans d'expérience  | Second de chocolaterie au sein d’une boutique relais et dessert international à Lyon                                     | Éliminé le 17 juin 2014 | 5e       |
| Bastien Dangesler   | 27 ans | 10 ans d'expérience | Chef chocolatier d’une grande pâtisserie à Strasbourg                                                                    | Éliminé le 10 juin 2014 | 6e       |
| Émilie Rey          | 29 ans | 8 ans d'expérience  | Chef pâtissière dans son propre restaurant étoilé                                                                        | Éliminée le 3 juin 2014 | 7e       |
| Guillaume Girard    | 25 ans | 10 ans d'expérience | Chef pâtissier formateur                                                                                                 | Éliminé le 3 juin 2014  | 7e       |
| Lionel Marchand     | 27 ans | 10 ans d'expérience | Chef Pâtissier dans un restaurant gastronomique                                                                          | Éliminé le 27 mai 2014  | 9e       |
| Guillaume Sanchez   | 23 ans | 10 ans d'expérience | Créateur et chef pâtissier d’un atelier culinaire et de créations gastronomiques pour amateurs et professionnels à Paris | Éliminé le 20 mai 2014  | 10e      |

## Émissions

### Émission 1
- Epreuve 1: Si vous étiez un dessert?

Pour cette première épreuve, les 10 candidats doivent concocter les desserts qui les qualifient le mieux en 4 heures. Libre à eux de faire ce qu'ils veulent. Le jury va juger leurs techniques, leurs travaux et leurs desserts. À la fin de l'épreuve, le candidats qui aura le moins convaincu le jury ira directement en épreuve éliminatoire et n'aura pas la chance de partir en formation. L'épreuve se déroule au Institut des métiers de l’Artisanat à Villiers le bel[source secondaire souhaitée].
Voici les desserts que les candidats ont pu présenter:
Bastien: La passion
Brice: La passion d'Afrique
Ophélie: AmStramGram
Gauthier: Le généreux
Lionel: La pomme en toute simplicité
Jérémie: 3K
Guillaume: Le Paradise
Adrien: Pour le meilleur et pour le pear
Guillaume: Le train des Pignes
Émilie: Passionemment chocolat agrumes[réf. nécessaire]
L'épreuve se déroule à l' Institut des métiers de l’Artisanat à Villiers le bel[source secondaire souhaitée]
Le jury a été satisfait de la dégustation, chacun a assez bien abordé le thème et la majorité des desserts les ont plu. 
Lionel reçoit un coup de cœur spécial.
Pour le dessert le moins convaicant, le jury nomme Brice pour son manque de technique. Il est donc envoyé en éliminatoire sans formation.[réf. nécessaire]

### Émission 2
Le Pré Catelan[source secondaire souhaitée]

### Émission 3
Bastille Design Center[source secondaire souhaitée]

### Émission 4
Le Grand Marché de Tarbes[source secondaire souhaitée], Boutique de Gourmandises de Nicolas Bernardé[source secondaire souhaitée] à La Garenne-Colombes

### Émission 5
- Si vous ne connaissez pas le sujet, laissez ce bandeau (vous pouvez alors contacter les auteurs).
- Si vous supprimez le contenu mis en cause (vous pouvez préalablement contacter les auteurs),

argumentez précisément cette suppression dans la page de discussion
(un manque de référence n'est pas un argument ; une recherche réelle de référence doit avoir été effectuée, être formellement documentée).
- Epreuve éliminatoire: boutique éphémère au jardin d'acclimatation. Brice est éliminé.
- Formation: Ophélie et Adrien: Chez Thierry Bamas à Anglet. Jérémie et Gauthier: Dans la brigade de François Perret à Paris.
- Epreuve éliminatoire: Ophélie et Gauthier s'affrontent dans une épreuve en deux parties. La première: dessert à la tomate. La deuxième: dessert à base du satine de Pierre Hermé (association fruit de la passion, orange, cream cheese). Gauthier est éliminé.

### Émission 6
- Si vous ne connaissez pas le sujet, laissez ce bandeau (vous pouvez alors contacter les auteurs).
- Si vous supprimez le contenu mis en cause (vous pouvez préalablement contacter les auteurs),

argumentez précisément cette suppression dans la page de discussion
(un manque de référence n'est pas un argument ; une recherche réelle de référence doit avoir été effectuée, être formellement documentée).
- Demi-finale, 1e épreuve: Re-interprétation du Paris-Brest pour le TGV. Ophélie se qualifie pour la finale.
- Demi-finale, 2e épreuve: Jérémie et Adrien s'affronte et doivent revisiter le dessert fétiche de son adversaire: barquette aux marrons et religieuse à la vanille. Adrien se qualifie pour la finale.
- Finale, 1e épreuve: Construction d'une pièce artistique en sucre et chocolat sur le thème végétal. 2e épreuve: Préparation d'un grand buffet sur le thème art déco.

## Audiences
| Épisode No | Date de diffusion  | Audience moyenne          | Audience moyenne | Références |
| Épisode No | Date de diffusion  | Nombre de téléspectateurs | PDM              | Références |
| ---------- | ------------------ | ------------------------- | ---------------- | ---------- |
| 1          | Mardi 20 mai 2014  | 2 330 000                 | 10,5 %           | [ 9 ]      |
| 2          | Mardi 27 mai 2014  | 1 945 000                 | 8,5 %            | [ 10 ]     |
| 3          | Mardi 3 juin 2014  | 1 997 000                 | 8,7 %            | [ 11 ]     |
| 4          | Mardi 10 juin 2014 | 2 404 000                 | 11,4 %           | [ 12 ]     |
| 5          | Mardi 17 juin 2014 | 2 204 000                 | 9,5 %            | [ 13 ]     |
| 6          | Mardi 24 juin 2014 | 2 643 000                 | 12,6 %           | [ 14 ]     |

Légende :
- Les plus hauts chiffres d'audience
- Les plus bas chiffres d'audience